# Dèficit fiscal
El dèficit fiscal és la situació econòmica en què un poble, una comunitat, una regió, una nació o un conjunt de ciutadans paga més impostos del que rep posteriorment en concepte de contrapartides, ja sigui en infraestructures, serveis, inversions, subvencions, transferències, etc. Aquesta diferència negativa s'anomena dèficit fiscal.
En qualsevol societat s'apliquen polítiques econòmiques que comporten redistribucions de diners per poder equilibrar les poblacions més pobres amb les més riques. Ara bé, cal que aquesta diferència negativa no sigui molt desfavorable amb la part més rica, ja que pot provocar una situació d'injustícia econòmica important.

## Concepte
El dèficit fiscal descriu la situació en la qual les despeses realitzades per l'Estat o altres entitats públiques en un determinat període, normalment un any, superen als seus ingressos.
Quan es parla de dèficit públic s'està fent referència al dèficit del conjunt de les administracions públiques d'un país, així com per exemple si ens referim al cas espanyol; dins del dèficit públic es trobaria una part originada per l'Estat, altra per les Comunitats Autònomes i altra pels Ajuntaments, sent el dèficit públic la suma de totes elles.
Dèficit fiscal a una economia tancada: 
Se suposa que el govern no té accés a l'endeutament directe amb el públic, ni dins ni fora del país, i que les seues reserves internacionals s'han esgotat. Per tant, l'única opció que li queda és endeutar-se amb el banc central.

## Mesura del dèficit
La mesura quantitativa del dèficit pressupostari es fa a través de la comptabilitat nacional que dona la mesura més exacta d'aquest.
El criteri que segueix la Comptabilitat Nacional és un criteri d'obligacions contretes, independent dels pagaments i cobraments efectuats.
Per a amidar la seua importància en una economia es recorre a la ràtio que representa el dèficit sobre el Producte Interior Brut que dona una idea de la importància i la transcendència d'aquest.

## Alguns efectes econòmics
Els dèficits pressupostaris s'havien considerat de forma tradicional en la política econòmica keynesiana com a forma d'estimular la demanda de productes i en general l'activitat econòmica davant situacions de caiguda del consum i la inversió privats, però aquestes mesures s'han demostrat poc eficients, en determinades ocasions, per l'existència d'una sèrie de conseqüències indesitjades dels dèficit pressupostari que anul·len l'efecte inicial expansiu.
- Efectes d'expulsió real. Aquest efecte suposa que els increments de la demanda produïts no comporten una major activitat en el país sinó que condueix a un increment de les importacions que són les beneficiades del dèficit. Un exemple d'aquesta situació es va donar en França en els anys 1981 a 1983

- Una segona manifestació dels efectes d'expulsió real es produeixen en el comportament que experimenta l'estalvi privat davant el dèficit pressupostal. En determinats casos que el dèficit es finança mitjançant l'emissió de diners i la consegüent acceleració de la inflació, les famílies reaccionen com mecanisme de defensa incrementat el seu estalvi i, per tant, disminuint el consum privat, compensant i diluint per tant l'efecte de la major despesa públic.

- L'efecte de l'expulsió financera. El finançament del dèficit mitjançant l'acumulació de deute públic i augment dels tipus d'interès provoca un efecte sobre l'economia privada d'expulsió, en el sentit que l'escassesa de capitals pel deute provoca que projectes d'inversió i despesa privats no puguen realitzar-se disminuint l'activitat privada.

Però per a estudiar adequadament els efectes del dèficit pressupostari sobre el nivell d'activitat cal tenir en compte no solament la quantia d'aquest, sinó també de la composició de la despesa pública que es porta a terme, l'estructura del sistema impositiu, el seu finançament i també el caràcter conjuntural o permanent de les seues causes.